# Des choses étranges
Des choses étranges est un épisode de la série télévisée d'animation Les Simpson. Il s'agit du vingt-deuxième épisode de la trente-sixième saison et du 790e de la série.

## Réception
Lors de sa première diffusion, l'épisode a attiré ?million de téléspectateurs.